# Pagliata
La pagliata o, in romanesco, pajata, è l'intestino tenue del vitellino da latte o del bue che viene utilizzato soprattutto per la preparazione di un tipico piatto di pasta della cucina romana, i rigatoni con la pajata, per il quale si usa il secondo tratto dell'intestino tenue, denominato "digiuno".

## Descrizione
La ricetta tradizionale prevede che l'intestino venga lavato ma non privato del chilo in modo tale che, una volta cucinato, possa formare una salsa dal sapore acre e forte, cui si aggiunge il pomodoro.
Si mangia anche in Umbria, specialmente nella zona di Terni, Spoleto, Foligno e la Valnerina, e nelle Marche; in questa regione è tipica in particolare ad Ancona, Camerino, Fabriano e Macerata, dove si cucina arrostita alla brace ed è tradizionalmente nota con il nome di spuntature. 
In versione classica accompagna i rigatoni al sugo, ma può essere consumata anche come secondo cucinata al forno, in umido o alla brace.